# William C. Campbell (científico)
William Cecil Campbell (Ramelton, condado de Donegal, Irlanda, 28 de junio de 1930) es un bioquímico, biólogo y parasitólogo irlandés conocido por sus descubrimientos respecto de una nueva terapia contra infecciones causadas por nematodos.
Actualmente, es investigador emérito en la Universidad Drew. Sus investigaciones le han hecho merecedor del premio Nobel de Medicina de 2015, por descubrir un nuevo compuesto, la avermectina, capaz de curar infecciones como la oncocercosis y la filiarisis linfática causada por pequeños gusanos.

## Biografía
William Cecil Campbell nació en Ramelton, condado de Donegal, Irlanda en 1930, tercer hijo de R.J. Campbell, un proveedor de productos para granja. Asistió al colegio Campbell y se graduó del Trinity College de Dublín en 1952, consiguió su PhD de Universidad de Wisconsin en 1957. De 1957 a 1990 trabajó en el Merck Institute for Therapeutic Research y de 1984 a 1990 fue científico sénior y director de Investigación y Desarrollo. En 2002, fue elegido miembro de la Academia Nacional de Ciencias de Estados Unidos. Fue uno de tres científicos a quienes se les otorgó el premio Nobel en Fisiología o Medicina en 2015 — fue otorgado conjuntamente a Satoshi Ōmura y Youyou Tu — por su investigación en terapias contra infecciones causadas por parásitos nematodos. Es el segundo científico irlandés en ganar un premio Nobel, después de que Ernest Walton obtuviera el premio de Física en 1951.

## Premios
- 2015 premio Nobel en Fisiología o Medicina – compartido con Satoshi Ōmura y Youyou Tu